# 你

「你」的筆劃

你（現代標準漢語：汉语拼音：nǐ、IPA：[ni˨˩˦]；國語注音：ㄋㄧˇ；粵語：nei5），是一個代名詞，中文的第二人稱，男女通用。
在馬來西亞和新加坡，多數人認為若遇到对方是女性必須寫“妳”，而台灣無硬性規定必須特別以“妳”稱呼女性，但不會用來稱呼男性；如果指代上帝、神明、鬼魂和幽靈等超自然生命時則可寫為「祢」（此字實際上為誤用，讀作ㄋㄧˇ時原意為先父的祠廟。），而在中國大陸則全部寫成“你”。

## 詞義
「你」和“妳”是汉语的第二人称代词，用以称对方，多是指单个人，有时也指示若干人，如：你方。  普通話及部份方言中，「您」為“你”的尊稱。

## 文言
「你」或「妳」這兩個字並不在于古代汉语中，康熙字典沒有收录這些字，但《集韻·止韻》卻有出現——「你，汝也」。
而「妳」則是在初期作為「嬭」的異體字，本義可能是母親，引申為乳母、奶媽。

《廣雅》：「嬭，母也，楚人稱母曰妳。」

《通俗編》：「《說文》『爾』本作『尔』，故『嬭』亦變體為『妳』。」

《正字通》：「妳，俗嬭字。」
在文言中，若要表示“You”這樣的第二人稱代詞亦會用其它字眼代替：
- 汝（古時假借作女）、爾、若、乃、而等。這些字事實上皆與「你」為同源字，[來源請求]例如爾加上人字旁即爲「儞」和「嬭」，發展到現代就簡寫成「妳」和「你」，原理是把「爾」替換爲「尔」。部份漢語方言中，“汝”和“你”仍然同音。
- 閣下、子、公、臺端（或作「台端」）、大駕等。多用於書面文。香港書面文或告示多用「閣下」，臺灣的公文書則用「臺端」。

## 各地同義用字
吴语：「侬」。
闽南语：用「汝」或「妳」（臺灣閩南語推薦用字），依各地腔調不同有lú、lí或lír（皆用台羅拼音）的讀法。
膠遼官話：您、你共存，分用於不同語境，不能混用。您，或恁，并不表尊稱，而是在不同語境中有“你們、你們的”之義。

## 其他語言中的「你」

### 英文
在標準英語中，用“you”表示「你」，表达的可以是單數意义，也可以是複數意义。通常這個字之後都是一些複數詞，例如you are，但這項也不是一定。早期的英文則分為複數是you，單數則是thou。
由於「you」可以是單數也可以是複數，故此各英文方言試圖修復這個問題以避免混淆。這通常是新增一個複數的字詞，例如y'all或者you-all、you guys、you lot（英國）、youse（蘇格蘭）、yous（英國利物浦）、youse guys、you-uns/yinz等等。在這些情況下，you不再是常用字詞。除了使用y'all的方言外，you guys是美國最常用的複數方式，甚至連白宮也在使用，可見其在美國中的高度使用性。

#### 歷史
在中古英語，You是詞語“你”的複數賓格，主格則是Ye。Ye是由古英語中的ge或ȝe演變而成的。

#### 現代寫法
為了節省時間，有时部份人會將You寫成发音相同的字母U，例如How R U?（你最近如何？），這樣的簡寫已開始變得廣泛使用；但在正式的書信上，一般均不會使用這個簡寫，因為U不是正式的寫法。

### 荷蘭語
荷蘭語的「你」是，像英文，這既是複數又是單數。同時，jij（單數）及jullie（複數）都隨之出現了，但這兩個都是非正式的，u才比較正式、有禮的。

### 法語
法語中，作主语时的是表示眾數或者单数的尊称形式的“你”（或者“您”），而非尊称的單數則是用。作前置宾语时用或（对应），而强调、单独指称或同位语时则使用或（对应）。

### 德语
德语中，“你”分为非尊称和尊称两种，分别有四个格的变化。
|                   | 主格 | 属格   | 与格  | 宾格 |
| 你                | du   | deiner | dir   | dich |
| 你们（非尊称）    | ihr  | euer   | euch  | euch |
| 您 / 你们（尊称） | Sie  | Ihrer  | Ihnen | Sie  |

### 俄語
俄语的“你”的单数第一格形式为，复数为。值得注意的是，表示尊敬的“您”是用“你”的复数形式加首字母大写，也就是。由于俄语句子第一个单词也是需要首字母大写，因此必须通过上下文才能判断Вы是单数的“您”还是复数的“你们”。
- Вы студент?（您是大学生吗？）
- Вы студенты?（你们是大学生吗？）

### 波斯語
波斯語使用相同的方式，是正式的複數而是非正式的單數。

### 瑞典語
瑞典語的應該是複數，但通常作為單數使用，而正式的單數應該是。

### 日語
日語中「你」有許多稱法，此僅列出部分用法。表格越上方代表對他人越尊敬。
| 尊敬度 | 你                        | 你們                          |
| ------ | ------------------------- | ----------------------------- |
| 中等   | （anata）彼方、貴男、貴女 | （anatatachi）                |
|        | （kimi）                  | （kimitachi）／（kimira）     |
|        | （omae）                  | （omaetachi）／（omaera）     |
| 低     | （kisama）                | （kisamatachi）／（kisamara） |

### 西班牙語
西班牙語中的，「你」的主格為tú，賓格和與格都是te，奪格為ti。